# Cratere Domna
Domna è un cratere sulla superficie di 4 Vesta.